# Calcíope
En la mitología griega, Calcíope (Χαλκιόπη, Khalkiópē) es una princesa de la Cólquida (actual Georgia), hija del rey Eetes, quien entregó de buena gana a su hija como esposa para Frixo. Éste pagó, como dote de bodas para Calcíope, con el fabuloso vellocino de oro. Hesíodo y Acusilao la refieren como Yofosa en tanto que Ferécides la denomina como Evenia.Sea como fuere no se especifica quién era su madre. De Frixo y Calcíope nacieron cuatro hijos: Argos, Melas, Frontis o Fróntide y Citisoro,pero Epiménides añade un quinto hijo, Presbón. En otras fuentes estos hijos son denominados como Fróntide, Melas y Cilindro; o incluso Argos, Melia, Catis, Frontis, Soros y Helén. Se dice que cuando Perses destronó a Eetes Calcíope, expresando su amor filial, se puso a favor de su padre,a pesar de que el propio Eetes había matado a Frixo, temiendo una profecía. Más tarde, cuando Jasón acudió a la Cólquide, la propia Calcíope intervino para asegurar el favor de Medea y Eetes, pues el propio Jasón había rescatado a los hijos de Calcíope en el mar.
Ino, la segunda esposa de Atamante, odiaba a Frixo y Hele, hijos del primer matrimonio de su marido. Para deshacerse de ellos prendió fuego bajo el suelo de los graneros, de forma tal que el grano se tostó y no pudo ser apto para el cultivo del año siguiente. Los campesinos, temiendo una gran hambruna, consultaron al oráculo más cercano. Este, que había sido sobornado por Ino, les indicó que para evitar el hambre debían sacrificar a Frixo y a Hele. Pero justo cuando se disponían a hacerlo un cordero dorado enviado por Néfele (la madre natural de los muchachos) los rescató y se los llevó volando por los aires. Hele, entusiasmada por la sensación de volar, se soltó de la piel del vellocino y cayó al mar, denominado Helesponto (mar de Hele) desde entonces. El cordero consiguió, pues, llevar únicamente a Frixo hasta la Cólquida, donde le recibió el rey Eetes con grandes honores y le dio a su hija Calcíope como esposa. En agradecimiento, Frixo sacrificó el cordero a los dioses y entregó su vellocino de oro al rey Eetes, que lo ató a un árbol sagrado.
Los hijos de Calcíope y Frixo se propusieron viajar hasta Grecia y reclamar el trono de Orcómeno, que había pertenecido a su abuelo Atamante. Pero una tormenta les hizo naufragar, y flotaron a la deriva agarrados en una viga de madera hasta que Jasón y los argonautas los rescataron. Aprovechando esta circunstancia, Jasón les explicó que viajaba a la Cólquida para llevar con honor el alma de Frixo hasta Grecia y, con él, el vellocino de oro del carnero que le había salvado la vida, y les pidió ayuda para convencer al rey Eetes de que se lo entregara voluntariamente. Los cuatro hermanos aceptaron en honor a su padre y por agradecimiento a quien les había salvado la vida, pero temían la proverbial ira de su abuelo Eetes. Así, se acordó que serían ellos los que solicitaran el vellocino de buenas maneras y sólo en caso de que se les denegara, recurrirían a la fuerza o a estratagemas. Acudieron a Calcíope, que agradecida, intercedió ante su padre. Hizo que Argos (el nieto preferido de Eetes) explicara cómo Jasón les había rescatado y, viendo que esto no era suficiente, le dijo que los argonautas lucharían contra los enemigos de Cólquida. Eetes se mofó de ellos y quiso expulsarles. Debido a esto, Calcíope pidió ayuda a su hermana, la hechicera Medea, para que esta ayudase a sus hijos y a los argonautas. Medea, que debido a una estratagema de Hera y Afrodita y Eros, estaba enamorada de Jasón, accedió a la petición de su hermana.